# Sfrappole

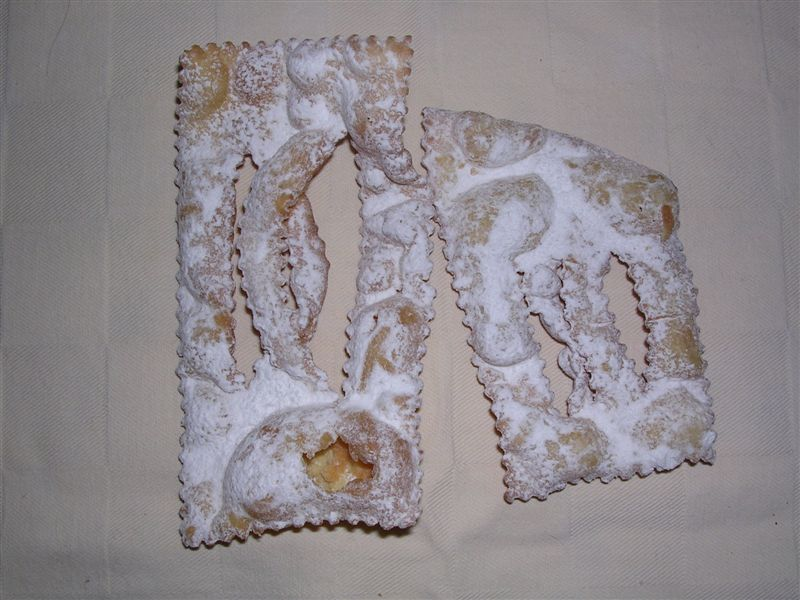
Sfrappole.

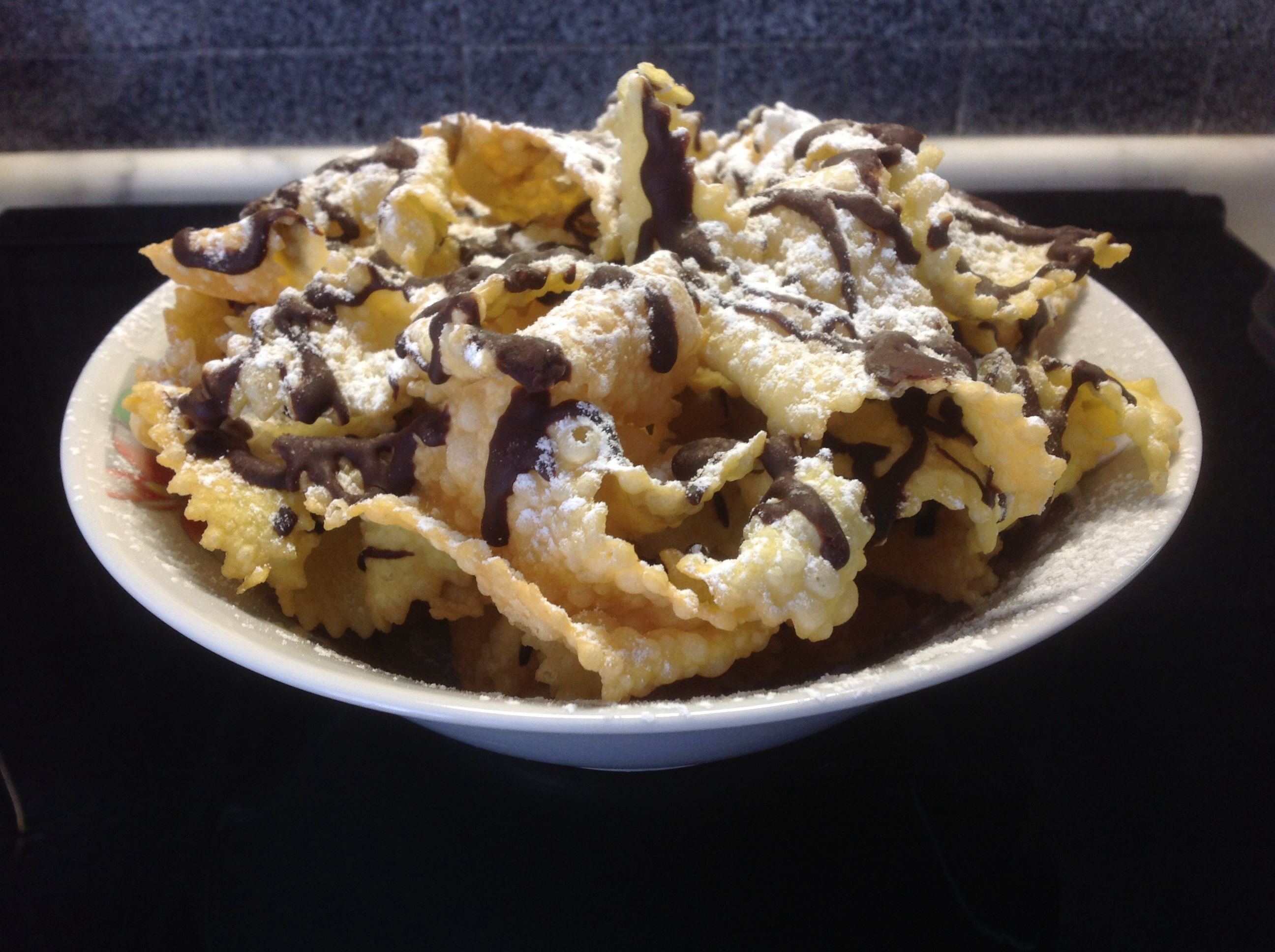
Con chocolate.

Las sfrappole (denominadas también chiacchiere y con otros nombres regionales) son un dulce carnavalesco típico de la cocina italiana.

## Origen
La tradición de este dulce supuestamente se remonta a las frictilia de la Antigua Roma, dulces fritos en manteca de cerdo que eran típicos de los Saturnales, festividades romanas parecidas al Carnaval de hoy.

## Descripción
Se elaboran con una masa de harina, mantequilla, azúcar, huevos y un componente alcohólico como marsala, sambuca, vin santo o grappa. A la masa se hace una forma de nudo para posteriormente freirla (antiguamente se freía en manteca de cerdo) y recubrirla de una muy fina capa de azúcar en polvo.
Este dulce es típico de varias regiones italianas y se pueden encontrar en muchas pastelerías en el periodo del carnaval. Suelen servirse acompañandas al sanguinaccio.

## Variantes del nombre
En las varias regiones italianas para este dulce se utilizan nombres diferentes:
- bugie (Piamonte, Liguria excepto Lunigiana);
- cenci o crogetti (todo Valdarno desde Arezzo a Montecatini Terme);
- strufoli o melatelli (si con miel) (Maremma toscana);
- chiacchiere (algunas zonas de Umbría, Lacio meridional, Abruzos citra, Molise, Apulia, Basilicata, Campania, Calabria, Sicilia, Milán, zona de los Alpes Apuanos y de Lunigiana, en Emilia septentrional y algunas zonas de Cerdeña);
- cioffe (Abruzos ultra);
- cróstoli, gróstoli o gròstoi o grustal (Polesine, Véneto excepto la zona entre Venecia, Padua y Verona, Trentino, Venecia Julia, Alto Adige, Ferrara, algunas zonas de Liguria);
- cróstui o cróstoli (Friuli);
- cunchielli (en algunas zonas de Molise);
- fiocchetti (Montefeltro, Romaña costera);
- frappe (Lacio desde la zona de Latina y Aprilia a Viterbo, en Roma, en la Provincia de Frosinone, algunas zonas de Umbría, algunas zonas de las Marcas y de Emilia);
- galàni (zona entre Venecia, Padua y Verona);
- galarane o saltasù (Bérgamo);
- gale o gali (Vercelli, Bassa Vercellese, provincia de Novara y Barenghese);
- gasse (Montefeltro);
- guanti (Alife, zona del Matese);
- intrigoni (Reggio Emilia);
- lattughe  (provincia de Mantua, provincia de Brescia; en dialecto latǖghe);
- maraviglias (Cerdeña);
- merveilles (Valle de Aosta);
- rosoni o sfrappole (Módena, Bolonia, Romaña);
- risòle (Cuneo y sur de Piamonte);
- sfrappe (Marcas);
- sfrappole (Bolonia);
- sprelle (Piacenza);
- sossole (anticuado en Verona, reemplazado por galàni);
- pizze fritte (Romaña interior);
- además de stracci, lasagne, pampuglie, manzole, garrulitas (en sardo).